# 小島梨里杏
小島 梨里杏（こじま りりあ、1993年〈平成5年〉12月18日 - ）は、日本の女優。東京都出身。

## 来歴

### 経歴
2001年
- 馬場 梨里杏（ばば りりあ）としてキリンプロに所属。雑誌『小学一年生』などのモデルとして活動。その後、子役としてテレビドラマに出演。

2007年
- レプロエンタテインメントに移籍。

2008年
- 梨里杏（りりあ）に改名。

2011年
- 9月15日、オフィシャルブログ「Riria's STORY」（ヤプログ!）を開始。
- 11月7日、第3回 集英社『グラビアJAPAN2011』ミス週刊プレイボーイ2011受賞。
- 12月17日、事務所非公認ユニット・LPG（現在は事務所公認）に加入。

2013年
- 10月24日、Twitterを開始。

2014年
- 『烈車戦隊トッキュウジャー』のミオ / トッキュウ3号役に抜擢され、森高愛と共に戦隊ヒロインに選ばれる。
- 4月19日、YouTubeにて「Films of Riria」を開始。
- 7月14日、Instagramを開始。

2015年
- 3月16日、マネジメント第4ルームからマネジメント第1ルーム所属となる。
- 5月10日『着信御礼!ケータイ大喜利』にて初のバラエティー生放送に出演。
- 6月17日、小島 梨里杏（こじま りりあ）に改名。
- 11月13日、オフィシャルブログ（アメーバブログ）を開始。
- 12月19日、初の単独ファンイベント『Riria Kojima 22th Birthday』を開催。

2016年
- 7月2日公開の『人狼ゲーム プリズン・ブレイク』で映画初主演。

2017年
- 4月3日、子役時代の夢だった『天才てれびくんYOU』のMCを担当（シリーズでは12代目のMC）。

2018年
- 4月8日、『DAM CHANNEL』15代目MCを担当。
- 12月23日、「小島梨里杏 official fanclub」がスタート。

2020年
- 長年所属したレプロエンタテインメントとの専属マネジメント契約が満了したことを報告。

2021年
- 3月1日、トヨタオフィスへの所属を発表。

### 受賞歴
- 2011年11月7日、第3回 集英社『グラビアJAPAN2011』ミス週刊プレイボーイ2011受賞[12]。

## 人物

### 性格
負けず嫌い、人に弱みを見せたくない、人のことを気にかけて心配する性格である。
『烈車戦隊トッキュウジャー』で監督を務めた加藤弘之は「フワッとした子」と評している。

### 趣味・特技
キリンプロに所属時の趣味は映画・音楽鑑賞、ダンス、お菓子作り、カメラであり、特技は歌をうたうこと、茶道としていた。
現在の趣味は人間観察、音楽連想、映画・舞台鑑賞、旅行、写真であり、特技は作詞としている。CDアルバム『烈車戦隊トッキュウジャー キャラクターソングス レインボーライン』のうちの1曲である「Yellow Heart」という曲で作詞を披露している。
また、陶芸も趣味のひとつであるとTwitter上にて公表している。

### エピソード
芸能界に入ったきっかけは『天才てれびくんワイド』に出てみたかったからとモーニング娘。に入りたかったからであり、この仕事をするには事務所に入らないといけないと母親から教わり、キリンプロに所属することに。小学校のころは学業を優先していたため、レギュラーの仕事は出来ず、主演俳優の幼少期やCM、広告が中心に。
20歳の時までに何かを起こせなければ芸能界の仕事を辞めようと考えていたが、19歳の時に『絶狼-ZERO- -BLACK BLOOD-』や『烈車戦隊トッキュウジャー』のオーディションに合格し、続けていくことを決意した。
梨里杏から小島梨里杏へ改名した理由については、『烈車戦隊トッキュウジャー』を終えて、より芝居に力を入れていきたいと思い、また、女優として生きていくと心に決めた時により自分らしさ、人間らしさを求めていくために苗字からはじまる名前にした方が良いと思ったゆえとのことである。
以前は血液型をA型としていたが、現在はO型と公表している。
ペットのシュナウザーの名前は「ロイくん」である。
歌手で同い年の南波志帆と親しく、小島が南波の誕生日を一緒に祝っている。

## 出演

### テレビドラマ
- 金曜エンタテイメント みのもんたのトゥルーストーリーズ「嘘をついた男」（2002年12月20日、フジテレビ）
- 月曜ミステリー劇場 西村京太郎サスペンス 探偵 左文字進9「16年目の訪問者」（2004年5月10日、TBS） - 有森景子（幼少期） 役
- 火曜サスペンス劇場 警視庁鑑識班 17（2004年6月8日、日本テレビ） - 南条景子（幼少期） 役
- めだか 第1話（2004年10月5日、フジテレビ） - 川嶋多英（幼少期） 役
- ディビジョン1・ステージ15 お台場冒険王SP 彼氏宣誓!! 第4回（2005年8月25日、フジテレビ）
- 仮面ライダーカブト 第20話（2006年6月11日、テレビ朝日） - 宏子 役
- 先生はエライっ!（2008年4月12日、日本テレビ） - 2年B組生徒 役
- ブラッディ・マンデイ（2008年、TBS）
- 恋して悪魔〜ヴァンパイア☆ボーイ〜（2009年7月7日 - 9月8日、関西テレビ・フジテレビ系） - 目黒百合 役
- スーパー戦隊シリーズ（テレビ朝日）
  - 天装戦隊ゴセイジャー epic20（2010年6月27日） - 高崎みずき 役
  - 烈車戦隊トッキュウジャー（2014年2月16日 - 2015年2月15日） - ミオ / トッキュウ3号 役
  - 烈車戦隊トッキュウジャーVS仮面ライダー鎧武 春休み合体スペシャル（2014年3月30日） - ミオ / トッキュウ3号 役
- 新・警視庁捜査一課9係 season2 第11話（2010年9月8日、テレビ朝日） - 女子高生 役
- 連続テレビ小説 おひさま 第7回（2011年4月11日、NHK） - 役名なし（筒井育子に手紙を渡そうとするが断られてしまう女学生）
- あっこと僕らが生きた夏（2012年4月14日・21日、NHK総合） - 原菜摘 役
- さんすう刑事ゼロ 第10回（2013年9月30日、NHK Eテレ） - 水川ふたば 役
- 表参道高校合唱部!（2015年7月17日 - 9月25日、TBS） - 竹内風香 役[26]
- 青春探偵ハルヤ～大人の悪を許さない!～ 第2話（2015年10月22日、読売テレビ・日本テレビ系） - 広沼千晶 役
- 子連れ信兵衛（2015年11月13日 - 12月28日、NHK BSプレミアム） - おぶん 役
  - 子連れ信兵衛2（2016年11月11日 - 12月23日）
- 臨床犯罪学者 火村英生の推理 第5話（2016年2月14日、日本テレビ） - 愉良 役[27]
- 牙狼-GARO- -魔戒烈伝- 第5話（2016年5月7日、テレビ東京） - ユナ 役
- 朝が来る（2016年6月5日 - 7月31日、東海テレビ・フジテレビ系） - 片倉茜 役
- THE LAST COP/ラストコップ 第5話・第6話（2016年11月5日・12日、日本テレビ） - 滝口美香 役
- 3人のパパ 第7話 - 第10話（2017年5月31日 - 6月21日、TBS） - 坪井亜沙美 役[28]
- 水戸黄門 第2話「想い繋いだ左馬茶碗（浪江）」（2017年10月11日、BS-TBS） - 彩 役
- 警視庁ゼロ係〜生活安全課なんでも相談室〜 SEASON4 第6話（2019年8月23日、テレビ東京） - 真島美咲 役
- 天才てれびくんYOUスペシャル リアル戦争ゲーム（2019年9月2日、NHK Eテレ） - 小島梨子 役
- スイートリベンジ 第7話 - 最終話（2021年10月12日 - 11月16日、フジテレビ） - キョウコ 役[29]
- 科捜研の女 Season21 第9話（2022年1月13日、テレビ朝日） - 堀日菜子 役[30]
- 警視庁強行犯係 樋口顕 Season2 第4話（2022年8月5日、テレビ東京） - 真北優子 役[31]
- 刑事7人 第8シリーズ 第8話（2022年8月31日、テレビ朝日） - 島真帆 役[32]
- 連続ドラマW HOTEL -NEXT DOOR-（2022年9月10日 - 10月15日日、WOWOW） - 沖田晴香 役
- ブルーバースデー（2023年2月8日 - 3月29日、カンテレ） - 須原まゆき 役[33]
- 勝利の法廷式 CASE2（2023年4月20日、読売テレビ・日本テレビ系） - 大島綾 役[34]
- 育休刑事 第8話（2023年6月6日、NHK総合・BS4K） - 安村早苗 役[35]
- 婚活食堂 最終話（2023年7月9日、BSテレ東） - 日高真帆 役[36]
- 結婚予定日（2023年8月4日 - 9月29日、毎日放送） - 中条麗佳 役[37]
- 福岡恋愛白書19「夏休みのヤンキー君」（2024年3月22日、九州朝日放送） - 小川真理子 役[38]
- 買われた男（2024年4月18日 - 6月20日、テレビ大阪） - 香苗 役[39]
- 初恋不倫〜この恋を初恋と呼んでいいですか〜（2024年7月4日 - 9月5日、BSテレ東） - 近広類 役[40]
- 離婚弁護士 スパイダー〜慰謝料争奪編〜 第7話・最終話（2024年11月16日・23日、日本テレビ） - 三ツ谷玲香 役[41]
- 彩香ちゃんは弘子先輩に恋してる 2nd Stage（2025年6月27日 - 、毎日放送） - 猪狩景子 役[42]

### 情報・バラエティ
- 家族の力こぶ（2004年、NHK総合）
- ☆L-girls2☆〜だーりお・りりあのワイワイアワー〜（2012年、PigooHD）
- 街活ABC （2014年10月2日 - 2017年9月28日、日本テレビ） - 梨里杏 役
- 着信御礼!ケータイ大喜利（2015年5月10日・10月17日・2016年4月10日・11月5日・2017年1月7日、NHK総合）
  - 2017年1月7日はナレーターとしての出演
- あにまるまにあ（2015年7月27日 - 2016年3月28日、テレビ神奈川）[43]
- いよいよスタート子連れ信兵衛（2015年11月2日 - 11月4日・6日・8日・10日 - 11月12日、NHK BSプレミアム）[44]
- BSプレマップ「BS時代劇 子連れ信兵衛」（2015年11月5日・8日 - 11月10日・12日、NHK BSプレミアム）[45]
- メルクリウスの扉～日本が世界に誇る100の“ストーリー”～（2016年2月27日・12月18日・2017年2月12日・2018年7月29日・9月2日・11月11日・12月2日・2019年3月10日、テレビ東京）
- 痛快TV スカッとジャパン（フジテレビ）
  - 2017年1月16日 - 会社員・棚瀬まどか 役
  - 2017年1月30日 - 新人保育士・谷本夏美 役
  - 2017年3月06日 - 企画宣伝部・武内菜美 役
  - 2017年4月03日 - 企画部・武内菜美 役
  - 2017年5月15日 - 会社員・武内菜美 役
  - 2017年7月03日 - 岡崎の後輩・武内菜美 役
  - 2017年7月24日 - 山下の部下・武内菜実 役[46]
  - 2017年9月10日 - 役名なし
  - 2017年9月11日 - 山下の部下・武内菜美 役
  - 2018年3月26日 - 幼稚園教諭・柏木香織 役
  - 2018年7月30日 - 新人看護師・小泉乙葉 役[47]
- 男おばさん!!（2017年3月20日・26日・28日・30日、フジテレビTWO）
- 天才てれびくんYOU（2017年4月3日 - 2020年4月2日、NHK Eテレ） - 守守団 開発主任、超高性能ロボ・りりあ3号、こじ魔女、レディ・リリ 役
- 東京らふストーリー（2019年1月3日、テレビ朝日） - あざとい女・ももこ 役
- 金曜日のどっち!?（テレビ朝日）
  - 2019年4月06日 - エリ 役[48]
  - 2019年4月27日 - 女子高生りりあ 役
  - 2019年5月18日 - 平沢あくび 役
  - 2019年6月01日 - 平沢あくび 役
  - 2019年6月14日 - 新川優愛 役、平沢あくび 役
- あざとくて何が悪いの?（2021年11月20日） - ミズキ 役

### 映画
- サビ男サビ女「Boy? meets girl.」（2011年1月15日、ニューシネマワークショップ） - 役名なし（歩道橋の上にて村椿幸之助にモデルをお願いする女の子）
- 竿姉妹（2013年8月25日） - えみ 役[49]
- スーパー戦隊シリーズ
  - 獣電戦隊キョウリュウジャーVSゴーバスターズ 恐竜大決戦! さらば永遠の友よ（2014年1月18日、東映） - トッキュウ3号の声 役
  - 平成ライダー対昭和ライダー 仮面ライダー大戦 feat.スーパー戦隊（2014年3月29日、東映） - ミオ / トッキュウ3号 役
  - 烈車戦隊トッキュウジャー THE MOVIE ギャラクシーラインSOS（2014年7月19日、東映） - ミオ / トッキュウ3号 役
  - 烈車戦隊トッキュウジャーVSキョウリュウジャー THE MOVIE（2015年1月17日、東映） - ミオ / トッキュウ3号 役
  - 手裏剣戦隊ニンニンジャーVSトッキュウジャー THE MOVIE 忍者・イン・ワンダーランド（2016年1月23日、東映） - ミオ / トッキュウ3号 役
- 絶狼-ZERO- -BLACK BLOOD-（東北新社） - ユナ 役
  - 白ノ章（2014年3月8日）
  - 黒ノ章（2014年3月22日）
- 先輩と彼女（2015年10月17日、東映） - 沖田葵 役[50]
- オオカミ少女と黒王子（2016年5月28日、ワーナー・ブラザース映画） - 結城ナミエ 役[51]
- 人狼ゲーム プリズン・ブレイク（2016年7月2日、AMGエンタテイメント）- 主演・乾朱莉 役
- 暗黒女子（2017年4月1日、東映 / ショウゲート） - 小南あかね 役[52]
- ある町の高い煙突（2019年6月14日、	エレファントハウス / Kムーブ） - 加屋千穂 役
- おかえり、カー子（2019年8月24日、らんくう / パロマプロモーション） - 主演・外村詩織 役[53]
- 片思い世界（2025年4月4日、東京テアトル・リトルモア） - 洗面所の酔った女性客 役[54]

### オリジナルビデオ
- 行って帰ってきた烈車戦隊トッキュウジャー 夢の超トッキュウ7号（2015年6月24日、東映ビデオ）[55]

### Web配信
- 親父の仕事は裏稼業（2012年8月20日 - 9月27日、BeeTV） - 松田千加 役[56]
- アイドル都市伝説 第6話「赤い部屋」（2012年9月23日、PigooHD） - 主演・桜田真奈 役
- みんな!エスパーだよ! 〜欲望だらけのラブウォーズ〜（2015年8月19日、dTV） - 明日香 役
- AbemaTVナビ（2017年3月20日、AbemaTV）
- オトナ高校スピンオフ〜炎上のチェリークリスマス❤〜（2017年12月17日、AbemaTV） - 椿綾乃 役
- #ASAKUSAVOICE 第2回（2018年4月24日、浅草九スタチャンネル）[57]
- スカパー! 朝のTwitterドラマ「飼育員」（2019年6月24日 - 28日、スカパー!公式Twitter） - 主演
- DOLCE＆GABBANA BEAUTY 日本上陸1周年記念LIVE（2020年10月26日、Instagram）
- 私が獣になった夜 第3話（2021年7月2日、ABEMAプレミアム） - 主演・あおい 役[58]
- スイートリベンジ 第7話 - 最終話（2021年8月31日 - 10月5日、FOD） - キョウコ 役[29]
- 恋愛ドラマな恋がしたい in NEW YORK（2022年11月13日 - 2023年1月29日、AbemaTV）[59]
- ブルーバースデー 〜最高の誕生日〜（2023年3月29日・31日、dTV） - 須原まゆき 役[60]
- 旦那のアレ、もらってください（2024年12月20日、BUMP） - 長谷部和香 役[61]

### ラジオ
- 梨里杏のラジカントロプス2.0（2014年4月7日、アール・エフ・ラジオ日本）
- ナデシコですから（2016年6月27日 - 、ABCラジオ） - 亜里沙 役

### ミュージック・ビデオ
- FUNKY MONKEY BABYS「あとひとつ」（2010年8月4日、ドリーミュージック）
- ミドリカワ書房 ｢魔法にかけて！｣ (2011年7月13日、徳間ジャパン)
  - 4thアルバム 『愛にのぼせろ』に収録
- 童子-T「LOVE TRAP feat. 青山テルマ」（2011年11月30日、ユニバーサルミュージック）
  - コンセプトアルバム『12 Love Stories 2』に収録
- Crystal Kay「サクラ」（2016年3月23日、ユニバーサルミュージック） - 櫻子 役
- LEO「君」（2016年11月16日、FROG MUSIC）[62]
  - 4thアルバム『THE ONE』に収録
- DOBERMAN INFINITY「ずっと」（2019年11月27日、LDH music&publishing inc.）
- Rhythmic Toy World「犀日」（2020年11月28日、STROKE RECORDS）
- Uru「Love Song」（2021年8月25日、ソニー・ミュージックアソシエイテッドレコーズ）

### 舞台
- ザ・ミスフィッツ「XYX」（2008年8月28日 - 31日）[63] - 弥貴 役
- BLAM！！！「Re-miniscence」（2010年10月7日・9日・11日）[64] - リリイ 役
- Letter（2011年8月31日 - 9月4日）[65]
- Flying Trip「空色ドロップ」（2012年1月11日 - 15日）[66] - 尾崎真奈美 役[67]
- るつぼ（2012年10月29日 - 11月18日） - スザンナ・ウォールコット 役
- Flying Trip「落下ガール」（2013年3月7日 - 11日）[68] - 普天間愛 役
- 天才劇団バカバッカVol.10『ウェルカム・ホーム』（2013年4月18日 - 29日）[69]
- PU-PU-JUICE「女子高」（2013年6月28日 - 7月7日）[70] - タカコ 役[71]
- 烈車戦隊トッキュウジャーショー
  - シリーズ第4弾「俺が烈車になる!ハイパートッキュウ1号出発進行!!」（2014年10月25日・26日・11月1日・2日・12月6日・7日・14日・21日） - ミオ / トッキュウ3号 役　*: ※11月1日、11月2日公演は体調不良のため、出演出来ず。
  - シリーズ第5弾「最終烈車がやってくる!輝けレインボーライン!!」（2015年1月24日・25日・31日・2月1日・7日・8日・11日・14日・3月1日・7日・8日） - ミオ / トッキュウ3号 役
- オレガ「イライザ〜深海にひそむ初恋〜」（2016年12月14日 - 20日） - エリザ 役[72]
- リジッター企画「そこのこと」（2018年1月17日 - 21日） - タビ 役[73]
- オレガ「初恋2018」（2018年9月27日 - 10月4日） - 結城小百合 役[74]
- キ上の空論「ひびのばら」（2019年3月27日 - 31日） - 佐竹寿 役
- 少年社中 リーディングシアター「ダークアリス」（2019年5月31日） - 水谷亜梨沙 役
- THE Foreigner（2019年10月16日 - 11月24日） - キャサリン 役
- キ上の空論「脳ミソぐちゃぐちゃの、あわわわーで、褐色の汁が垂れる。」（2020年9月17日 - 9月27日） - 岡部天音 役
- タイトル、拒絶（2021年2月4日 - 10日、本多劇場） - マヒル 役[75]
- 座・高円寺 夏の劇場08 日本劇作家協会プログラム チーズtheater 第7回本公演「ある風景」（2023年6月21日 - 25日、座・高円寺1） - 太田紫 役[76]
- MMJプロデュース公演「しばしとてこそ」（2025年2月21日 - 3月2日、新国立劇場 小劇場）[77]

### イベント
- LPG〜恒例の会にしたいなぁ〜vol.5 クリスマスばーじょん（2011年12月17日）
- LPG〜恒例の会にしたいなぁ〜vol.6 八分咲きかよ!?春のカラオケ大会（2012年3月25日）
- DVD「I AM RiRia -アイ・アム・リリア-」発売記念イベント[78]
- 超BIGブライダルフェア（2013年12月8日）[79][80]
- スーパー戦隊シリーズ・新番組プレミア発表会「出発進行!烈車戦隊トッキュウジャー」（2014年1月25日・26日）
- 『絶狼-ZERO- -BLACK BLOOD- 白ノ章』完成披露試写会 & 舞台挨拶 秋葉原UDXシアター（2014年2月27日）
- 『絶狼-ZERO- -BLACK BLOOD- 白ノ章』舞台挨拶 シネ・リーブル池袋（2014年3月8日）
- 『絶狼-ZERO- -BLACK BLOOD- 黒ノ章』舞台挨拶 & トークショー シネ・リーブル池袋（2014年3月22日）
- 『烈車戦隊トッキュウジャー THE MOVIE ギャラクシーラインSOS』舞台挨拶 丸の内TOEI（2014年7月3日）
- 『烈車戦隊トッキュウジャー THE MOVIE ギャラクシーラインSOS』舞台挨拶 シネマサンシャイン池袋、渋谷TOEI、新宿バルト9、T.ジョイ大泉（2014年7月20日）[81]
- テレ朝夏祭り『烈車戦隊トッキュウジャー THE MOVIE』夏映画スペシャルイベント（2014年7月20日・21日・26日・27日）
- DVD「梨里杏『はたち。』」発売記念イベント（2014年9月14日）[82]
- テレビキャラクター夢ドーム（2015年1月2日）[83]
- 烈車戦隊トッキュウジャーショー「俺が烈車になる!ハイパートッキュウ1号 出発進行!!」素顔の戦士、お正月舞台挨拶!!（2015年1月4日）
- 超英雄祭 KAMEN RIDER × SUPER SENTAI LIVE & SHOW 2015（2015年1月17日 - 18日）[84]
- スーパー戦隊シリーズ・新番組プレミア発表会「熱いぜ!手裏剣戦隊ニンニンジャー」（2015年1月24日 - 25日）[85]
- 烈車戦隊トッキュウジャー ファイナルライブツアー2015（2015年3月14日・15日・29日・4月4日・11日・12日・19日・25日・26日）[86]
- LPG『菊地亜美殺人事件』（2015年8月30日）[87]
- 『先輩と彼女』初日舞台挨拶 新宿バルト9、渋谷TOEI（2015年10月17日）
- 単独ファンイベント『Riria Kojima 22th Birthday』（2015年12月19日）[88]
- 『手裏剣戦隊ニンニンジャーVSトッキュウジャー THE MOVIE 忍者・イン・ワンダーランド』完成披露上映会 新宿バルト9（2016年1月6日）
- 『手裏剣戦隊ニンニンジャーVSトッキュウジャー THE MOVIE 忍者・イン・ワンダーランド』 前夜祭 丸の内TOEI（2016年1月22日）
- LPG『今度のLPGは、鬼退治』（2016年1月30日）[89]
- 『人狼ゲーム プリズン・ブレイク』初日舞台挨拶 シネマート新宿（2016年7月2日）[90]
- 東映特撮ファン感謝祭 2016（2016年10月30日）
- 舞台『イライザ〜深海にひそむ初恋〜』アフタートークイベント（2016年12月15日、12月16日）
12月15日は15時公演後、12月16日は19時公演後
- 『暗黒女子』完成披露試写会イベント（2017年2月21日）[91]
- 『暗黒女子』無料トークイベント（2017年3月20日）
- ゴールデンウィーク浅草九劇祭『小島梨里杏じゃないかもです。』（2017年5月4日）[92]
- 天才てれびくんYOU 立花団長 & 小島主任 in ふくしま（2017年8月19日）
- 天才てれびくんYOU 立花団長 & 小島主任 in 熊本（2017年10月15日）
- 天才てれびくんYOU Nスポ! 2017「天才てれびくんYOU」ダンスステージ（2017年10月29日）[93]
- 天才てれびくんYOU 立花団長 & 小島主任 in 松山 （2017年11月19日）[94]
- 天才てれびくんYOU NHKコミュニティー・スクール in 豊海（2017年12月9日）[95]
- 天才てれびくんYOU みつかるＥテレまつり〜Ｅね! 宝島〜（2018年2月24日）[96]
- 天才てれびくんYOU NHKしずおか春まつり みんなでおどろう! WITH WITH YOU!（2018年4月22日）
- 天才てれびくんYOU みんなでおどろう! WITH WITH YOU!（2018年6月3日）
- ファンイベント『夏の終わりに -2018-』（2018年8月26日）[97]
- 天才てれびくんYOU トークショー 立花団長 & 小島主任 in 北九州（2018年9月1日）[98]
- 天才てれびくんYOU トークショー 立花団長 & 小島主任 in 奈良（2018年11月23日）
- つくスポ! ゆめスポーツフェスタ（2018年12月9日）
- 小島梨里杏生誕記念イベント 「25歳の始まりに-2018 」feat. Xmas（2018年12月23日）
- うまDOKIスペシャル「ホープフルステークス（GI）」ドキドキ予想（2018年12月28日）[99]
- 『小島梨里杏写真集 半透明』発売記念 小島梨里杏さん握手会（2019年3月21日）[100]
- ファンクラブ会員限定トークイベント（2019年4月28日）[101]
- 天才てれびくんYOU ステージショー 立花団長 & 小島主任 in 福岡 （2019年5月4日）[102]
- 天才てれびくんYOU 緊急ミッションWITH WITH YOU!（2019年6月2日）[103]
- 『青春カレイドスコープ』舞台挨拶 池袋HUMAXシネマズ（2019年8月24日、8月28日、9月13日）
- 小島梨里杏トークイベント（2019年9月15日）[104]
- トレーディングカード発売記念イベント（2020年1月11日）
- ファンクラブ会員限定トークイベント（2020年2月15日）

### CM
- バンダイ おジャ魔女どれみドッカ〜ン! キャラリートキッズ（2002年）
- バンダイ おジャ魔女どれみドッカ〜ン! DX手織り機（2002年）
- 昭和産業 お釜にポン「食べる家族篇」（2002年）
- NTT docomo関西 504（2002年）
- オムロンエンタテインメント プライズコレクション（2003年）
- ナムコ・ナンジャタウン アイスクリームシティ「不思議の国アイス篇」（2003年）
- 任天堂 ゲームボーイアドバンス 年末ラインナップ「ショウウィンドウ篇」（2003年）
- トミー 紙スキ大好き!（2004年）
- ソニー・コンピュータエンタテインメント PlayStation Spot「密集篇」（2005年）
- 三井住友銀行（2005年）
- 西武鉄道（2008年）
- バンダイ Yes!プリキュア5GoGo!（2008年）
- ぺんてる slicci（2008年）
- 河合塾（2008年）
- 日産自動車 MOCO（2008年）
- 神戸女子大学・神戸女子短期大学「未来をうたおう、大声で」（2011年） - 緑川ミドリ 役
- 東京ドームシティ 烈車戦隊トッキュウジャーショー シリーズ第4弾「俺が烈車になる!ハイパートッキュウ1号出発進行!!」（2014年）
- 東京ドームシティ 烈車戦隊トッキュウジャーショー シリーズ第5弾「最終烈車がやってくる!輝けレインボーライン!!」（2015年）
- GMOペパボ minne「こだわりを買おう篇」（2016年）
- 日本マクドナルド カケテミーヨ 「チーズボロネーゼをカケテミーヨ篇」（2018年）[105]
- DAMチャンネル（2018年）[106]
- ABCマート「newbalance LAZR / NERGIZE」（2018年）[107]
- アサヒビール アサヒ贅沢搾り「僕だけが会える、贅沢な君です。」篇（2022年）[108]

## 作品

### DVD
- 梨里杏とデート（2005年1月21日、心交社）
- I AM RiRia -アイ・アム・リリア-（2012年3月24日、晋遊舎）[109]
- はたち。（2014年9月12日、東映ビデオ）
- 映画「先輩と彼女」メモリアルフォト & DVD（2015年9月16日、ポニーキャニオン） - 沖田葵 役

### CD
- 烈車戦隊トッキュウジャー キャラクターソングス レインボーライン（2014年8月13日、日本コロムビア）
  - 5. Yellow heart（歌手：ミオ、作詞：梨里杏、作曲 / 編曲：橋本由香利）[110]

### 書籍
- 『烈車戦隊トッキュウジャー』公式ガイドブック（2014年3月15日、東映エージエンシー）
  - シアターGロッソにて行われたヒーローショーの公式ガイドブック第1弾
- 『烈車戦隊トッキュウジャー』写真集 出発進行!（2014年7月25日、一迅社）
- 『烈車戦隊トッキュウジャー』キャラクターブック Imaginaaaaation!!!（2014年8月8日、東京ニュース通信社）
- 『烈車戦隊トッキュウジャー』公式ガイドブック2（2014年11月1日、東映エージエンシー）
  - シアターGロッソにて行われたヒーローショーの公式ガイドブック第2弾
- 『烈車戦隊トッキュウジャー』フォトアルバム（2015年3月5日、学研パブリッシング）[111]
- 『烈車戦隊トッキュウジャー』キャラクターブックvol.2 KI・RA・KI・RA（2015年3月13日、東京ニュース通信社）

### 写真集
- Lily White（2005年1月11日、心交社、撮影：荒木秀明）ISBN 978-4778100896
- 半透明（2019年3月18日、玄光社、撮影：矢西誠二）ISBN 978-4768311653

### カレンダー
- 梨里杏2015年ポスターカレンダー（2014年11月12日、トライエックス）
- 梨里杏2015年卓上フォトカレンダー（2014年）

### グッズ
- A2サイズポスター（2015年8月30日、レプロエンタテインメント）[112]
- 生写真セット（2015年8月30日、レプロエンタテインメント）[113]
- 生写真セット（2015年12月19日、レプロエンタテインメント）[114]
- 小島梨里杏プロデュース iPhoneケース（2015年12月19日、レプロエンタテインメント）[115]
- 小島梨里杏プロデュース アクリルキーホルダー（2015年12月19日、レプロエンタテインメント）[116]
- 生写真セットA,B,C（2016年1月30日、レプロエンタテインメント）[117]
- ミニタオル（2016年1月30日、レプロエンタテインメント）[118]
- ゴールデンウィーク九劇祭『小島梨里杏じゃないかもです。』イベントフォト（2017年5月4日、レプロエンタテイメント）
- ファンイベント『夏の終わりに -2018-』（2018年8月26日、レプロエンタテインメント）[119]
  - グラフィックTシャツ（サイズ：S, M, L, XL / カラー：ホワイト, ブラック）
  - グラフィックサコッシュ（ナチュラル, ブラック）
  - ランダム生写真（5枚入, L版, 全30種）
- 小島梨里杏生誕記念イベント 「25歳の始まりに-2018 」feat. Xmas
  - グラフィックマグカップ
  - グラフィックパーカー（サイズ：S, M, L, XL / カラー：ホワイト, ブラック）
  - L版ランダム生写真（5枚組, L版, 全30種）
  - ガチャ・台座つきアクリルスタンド（全5種）
- ファンクラブ会員限定トークイベント
  - ランダムL版生写真5枚セット（浅草編, 本人直筆プリントナンバリング入り, 全20種）[120][121]
- ファースト・トレーディングカード（2020年1月11日）

## その他

### 新聞
- サンケイスポーツ「'14ブレーク!ウーマン」（2014年1月5日、サンケイスポーツ）[122]
- トッキュウジャー新聞（2014年1月25日、1月26日、てれびくん）

東京ドームシティ・プリズムホールにて開催のプレミア発表会会場限定販売
- 朝日小学生新聞（2014年3月23日、朝日学生新聞社）
- 朝日新聞「旬」（2014年4月19日、朝日新聞）
- デイリースポーツ「ブレーク寸前! スター（仮）」（2014年4月28日、神戸新聞社）
- 毎日小学生新聞「エンタメアワー」（2014年11月22日、毎日新聞）
- 朝日新聞 別刷特集「今年の夏したく」（2015年6月28日、朝日新聞）[123]
- 読売中高生新聞「PERSON」（2017年3月10日、読売新聞）[124]

### 雑誌
- ハイパーホビー（徳間書店）
  - 2014年3月号（2014年2月1日）
  - 2014年8月号（2014年7月1日）
  - 2014年11月号（2014年10月1日）
  - 2014年12月号（2014年11月1日）
  - 2015年1月号（2014年12月1日）
  - 2015年2月号（2014年12月29日）
  - 2015年3月号（2015年1月31日）
- TV LIFE（学研パブリッシング）
  - 2014年2/28号『烈車戦隊トッキュウジャー』各駅停車の旅。「コラムスタート記念・全員集合!」（2014年2月12日）
  - 2014年3/14号『烈車戦隊トッキュウジャー』各駅停車の旅。（2014年2月26日）
  - 2014年4/25号（2014年4月9日）
  - 2014年7/4号（2014年6月18日）
  - 2014年8/1号（2014年7月16日）
  - 2014年12/19号（2014年12月3日）
  - 2015年1/2号（2014年12月15日）
  - 2015年2/13号（2015年1月28日）
  - 2015年2月13日号（2015年2月4日）
- MAQUIA（集英社）
  - 2018年
    - 7月号（2018年5月22日）
    - 8月号（2018年6月22日）
    - 9月号（2018年7月21日）
    - 10月号（2018年8月22日）[125]
    - 11月号（2018年9月22日）

  - 2020年
    - 6月号（2020年4月22日）
    - 9月号（2020年7月20日）

### カタログ
- キモノモード カタログ（2014年、キモノモード）

### WEBムービー
- サブウェイ「彼女と夏のサブウェイ_◯◯をさがせ！#360°」（2017年7月24日、サブウェイ）[126]
- ホットペッパービューティー（2018年7月18日、リクルート）
  - 北海道ガール編
  - 青森ガール編
  - 秋田ガール編
  - 山形ガール編
  - 福島ガール編
  - 新潟ガール編
  - 福井ガール編
  - 鳥取ガール編
  - 島根ガール編
  - 福岡ガール編
  - 佐賀ガール編
  - 長崎ガール編
  - 鹿児島ガール編
- フレフレ！（2018年、フレフレ！）
  - episode 02 第1話「銅像前①」（2018年12月3日）
  - episode 02 第2話「銅像②」（2018年12月7日）
  - episode 02 第3話「ラーニングコモンズ① 」（2018年12月11日）
  - episode 02 第4話「ラーニングコモンズ② 」（2018年12月14日）
  - episode 02 第5話「体育館①」（2018年12月18日）
  - episode 02 第6話「体育館②」（2018年12月23日）
  - episode 02 第7話「スタジオ」（2018年12月29日）
  - episode 02 第8話「すがも鴨台観音堂」（2018年12月31日）
- スカパー！朝のTwitterドラマ「#飼育員」（2019年）

### WEBマンガ
- Beeマンガ「先輩と彼女」（2015年10月3日、dビデオ powered by BeeTV） - 沖田葵（声） 役

### ブログ
- BEAUTY DIARY（2017年、KAI BEAUTY PREES）[127]

### アプリ
- 無料写真記事アプリ POKER FACE（2014年）[128]
- 無料マガジンアプリ 週刊ジョージア
  1. 妄想カノジョ「今宵、いつもの場所で」（2015年4月13日）[129]
  2. 妄想カノジョ「偶然のランチタイム」（2015年4月15日）[130]
  3. 妄想カノジョ「目覚めの1杯」（2015年4月17日）[131]